# Selenia extrema
Selenia extrema là một loài bướm đêm trong họ Geometridae.